# Перепись населения США (1860)
Перепись населения США 1860 года была восьмой по счету переписью населения, проводимой на территории США. Она была проведена 1 июня 1860 года. Численность населения страны по итогам переписи была определена в 31 443 321 человек (на 35,4% больше по сравнению с результатами предыдущей переписи), из которых 3 953 761 были рабами.
Перепись проходила меньше чем за год до Гражданской войны.

## Список вопросов
В бланке переписи 1860 года присутствовали следующие вопросы:
1. Имя
2. Адрес
3. Возраст
4. Пол
5. Цвет кожи (белый, черный или мулат)
6. Являлся ли опрашиваемый глухим, немым, слепым, сумасшедшим или умалишённым
7. Стоимость недвижимости, находящейся в собственности (требовалось от всех свободных граждан)
8. Профессия или специальность (для мужчин и женщин старше 15 лет)
9. Место (штат, территория или округ) рождения
10. Проходил ли опрашиваемый обряд бракосочетания в этом году
11. Посещал ли опрашиваемый школу в этом году
12. Умеет ли опрашиваемый читать и писать (для лиц старше 20 лет)
13. Является ли опрашиваемый нищим или осужденным

## Результаты переписи
|    | Город        | Штат         | Население |
| -- | ------------ | ------------ | --------- |
| 1  | Нью-Йорк     | Нью-Йорк     | 813 669   |
| 2  | Филадельфия  | Пенсильвания | 565 529   |
| 3  | Бруклин      | Нью-Йорк     | 266 661   |
| 4  | Балтимор     | Мэриленд     | 212 418   |
| 5  | Бостон       | Массачусетс  | 177 840   |
| 6  | Новый Орлеан | Луизиана     | 168 675   |
| 7  | Цинциннати   | Огайо        | 161 044   |
| 8  | Сент-Луис    | Миссури      | 160 773   |
| 9  | Чикаго       | Иллинойс     | 112 172   |
| 10 | Буффало      | Нью-Йорк     | 81 129    |